# Ariotus
Genre
Ariotus est un genre d'insectes coléoptères la famille des Aderidae.

## Liste des taxons de rang inférieur
Liste des espèces selon GBIF (15 mai 2021) :
- Ariotus luteolus (Casey, 1895)
- Ariotus pruinosus (Casey, 1895)
- Ariotus quercicola (Schwarz, 1878)
- Ariotus subtropicus Casey, 1895

## Systématique
Le nom scientifique complet (avec auteur) de ce taxon est Ariotus Casey, 1895.
Ariotus a pour synonyme :
- Scanylus Casey, 1895